# Radroute Nord-Ostsee-Kanal

Logo NOK-Route

Die Radroute Nord-Ostsee-Kanal (auch „NOK-Route“ genannt) ist ein Radfernweg, der auf einer Länge von 325 km den Nord-Ostsee-Kanal  zwischen Brunsbüttel und Kiel begleitet. Die vorwiegend betonierten Wege am Kanal haben keine Steigungen, da sie direkt dem Wasserlauf folgen.
Die Landschaft am Kanal ist abwechslungsreich. Während bei Brunsbüttel noch fruchtbare, ausgedehnte Marschen die Gegend prägen, säumen später Wälder, Wiesen und Felder den Weg zur Eiderniederung. Hier bestimmen zwischen Rendsburg und den Holtenauer Schleusen sanfte Hügel das Bild. In der Nähe der Radroute Nord-Ostsee-Kanal liegen die Landschaftsgebiete Hüttener Berge und Dänischer Wohld. Zu den Sehenswürdigkeiten am Kanal zählen die großen Schleusenanlagen in Brunsbüttel und Kiel-Holtenau.
Von Aussichtsplattformen ist das Ein- und Ausschleusen der Schiffe zu beobachten. Der Verlauf des Radweges ist durch zahlreiche Hinweistafeln am Kanal gut dokumentiert.

## Bilder

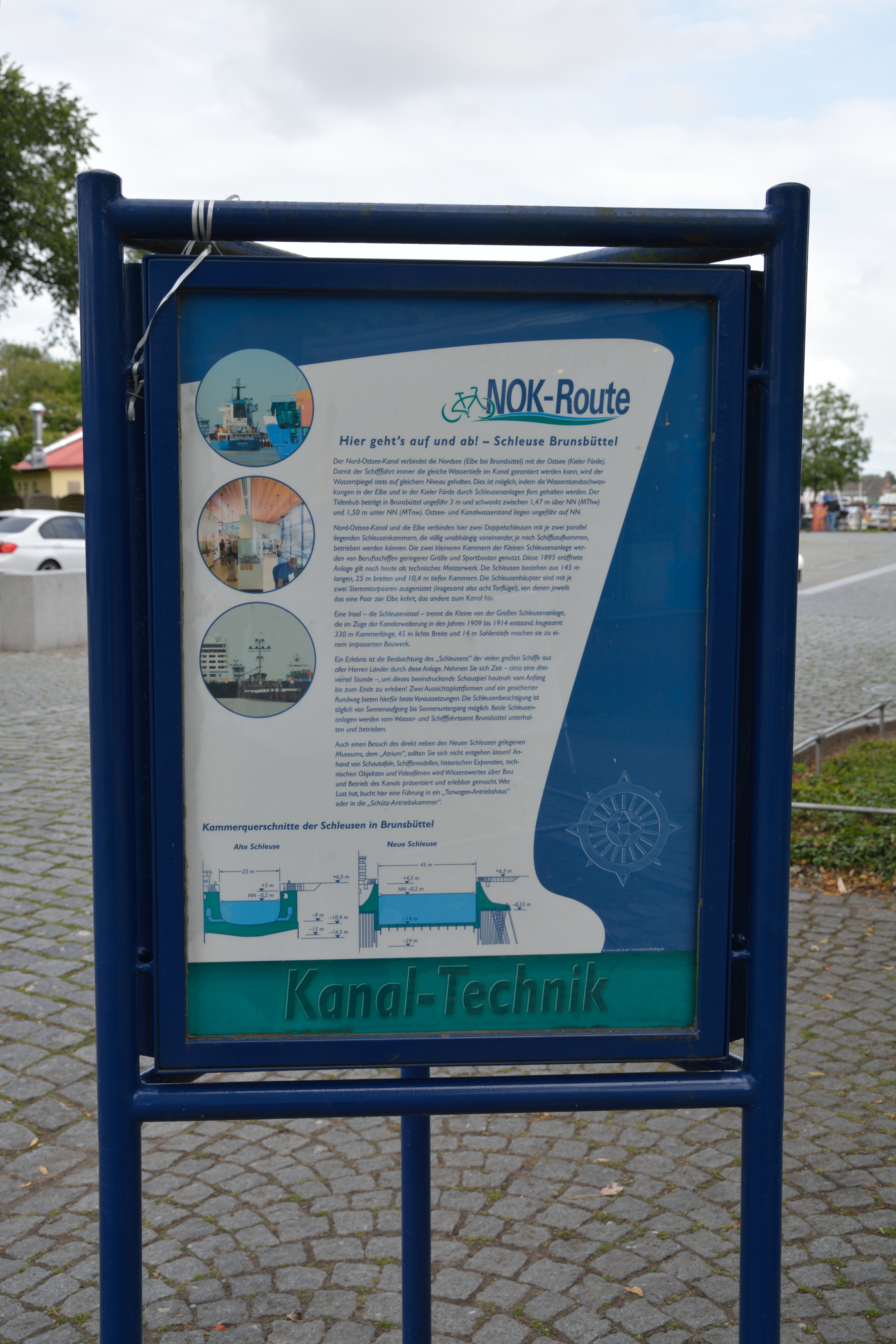
Hinweistafel in Brunsbüttel